# Cirque de Calder
Pour les articles homonymes, voir Calder.

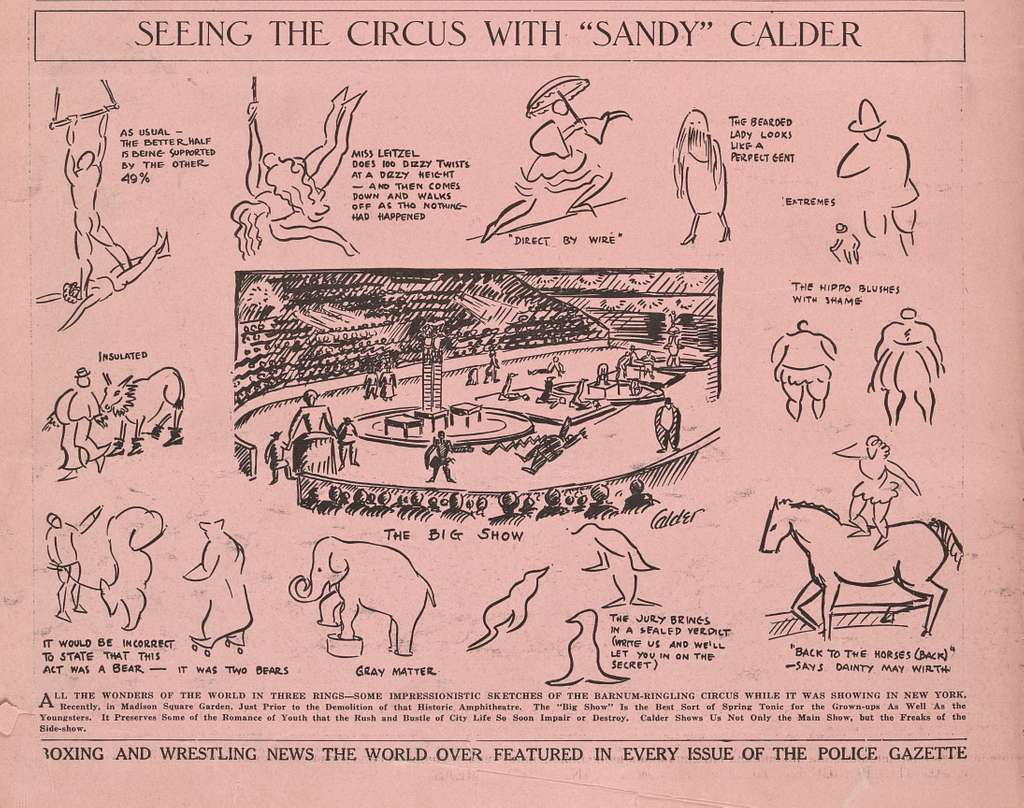
Cirque de Calder, illustration parue dans The National Police Gazette en 1925.

Le cirque de Calder est un cirque miniature qui date des années 1926 à 1931. Alexander Calder (1898-1976), sculpteur américain, utilise des automates et des personnages miniatures pour un spectacle de cirque dont la piste mesure moins d'un mètre de large. C'est un cirque pour petit public.

## Film
En 1961, Carlos Vilardebó a tourné un court métrage, Le Cirque de Calder, qui en montre une représentation avec des commentaires d'Alexander Calder et une musique de Pierre Henry.